# Dedal (jeu vidéo)
Dedal est un jeu vidéo de labyrinthe développé par C. Roman et G. Pollet et édité par Infogrames, sorti sur Oric en 1984.

## Synopsis
Le joueur doit sauver sa vie en trouvant la sortie d'un labyrinthe en 3D, généré aléatoirement. 

## Système de jeu
Dedal est un jeu en mode solo. Code programmé en assembleur et 1er jeu sur Oric avec musique simultanée au jeu.